# 聖老楞佐主教座堂 (蒂沃利)

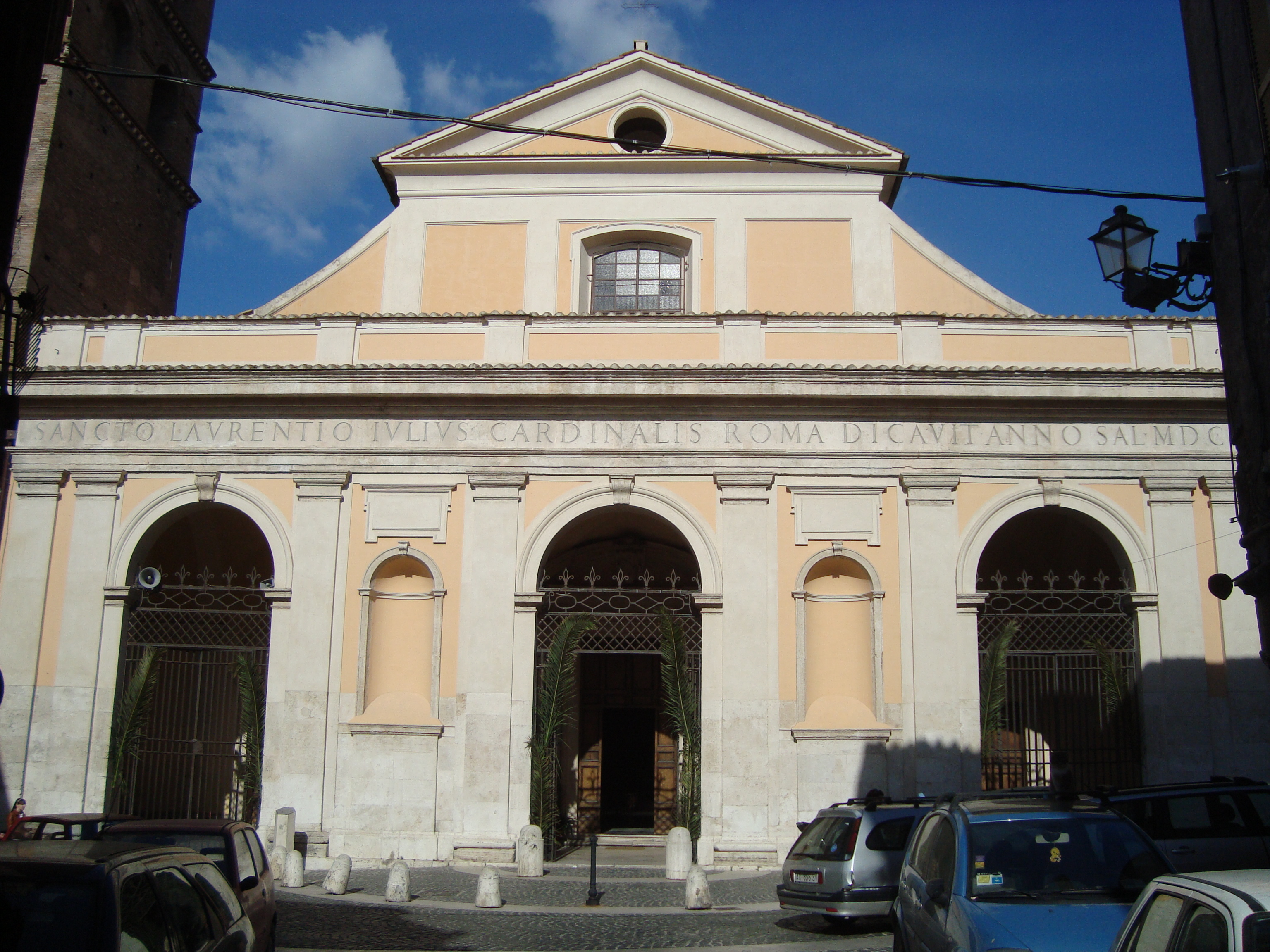
立面

聖老楞佐主教座堂（義大利語：Basilica Cattedrale di San Lorenzo Martire）是天主教蒂沃利教区的主教座堂，位于意大利拉齐奥大区蒂沃利，供奉圣老楞佐。 
传说该堂由君士坦丁大帝创建于4世纪。目前的教堂建于1634-1652年，巴洛克风格。

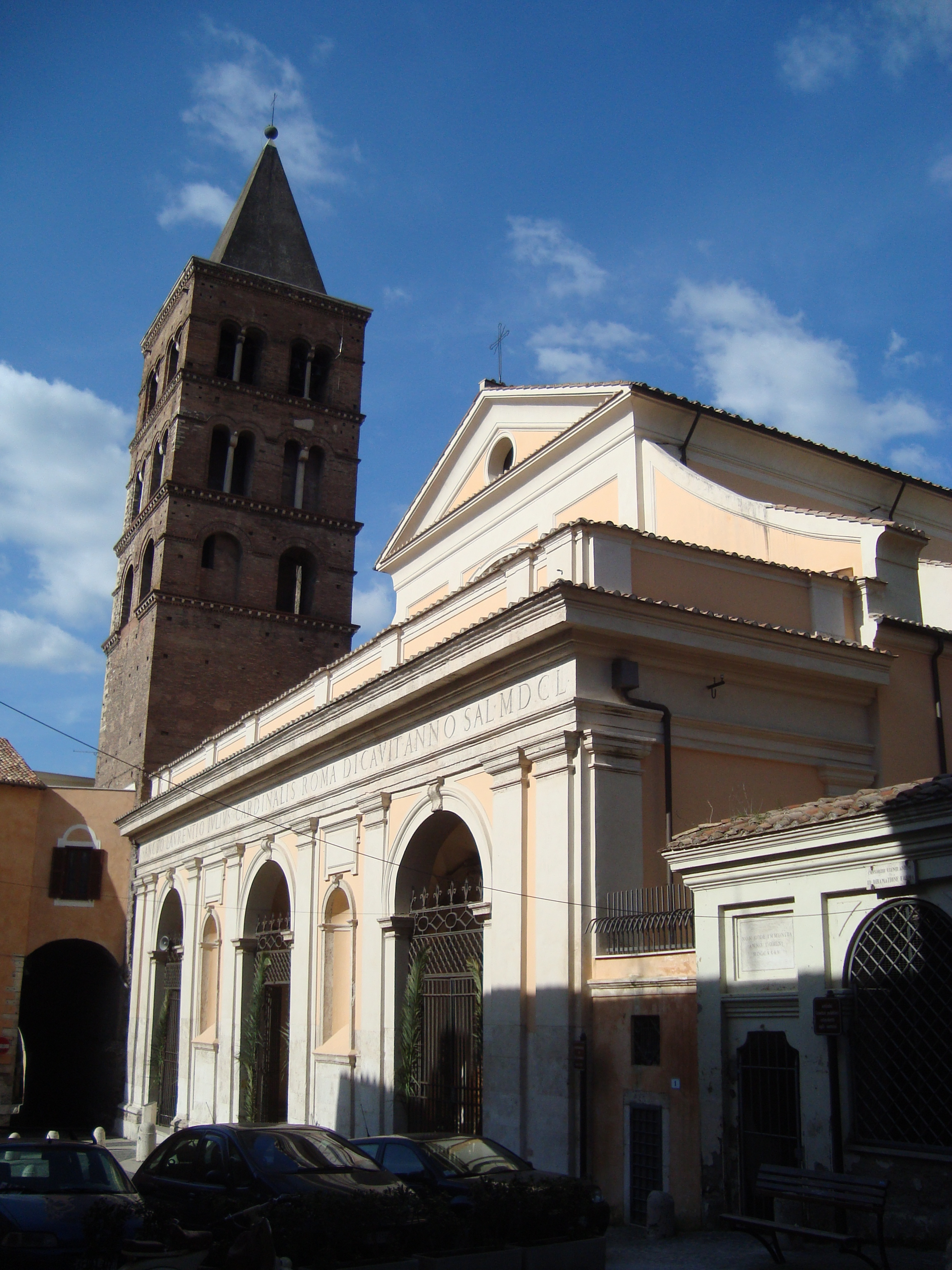
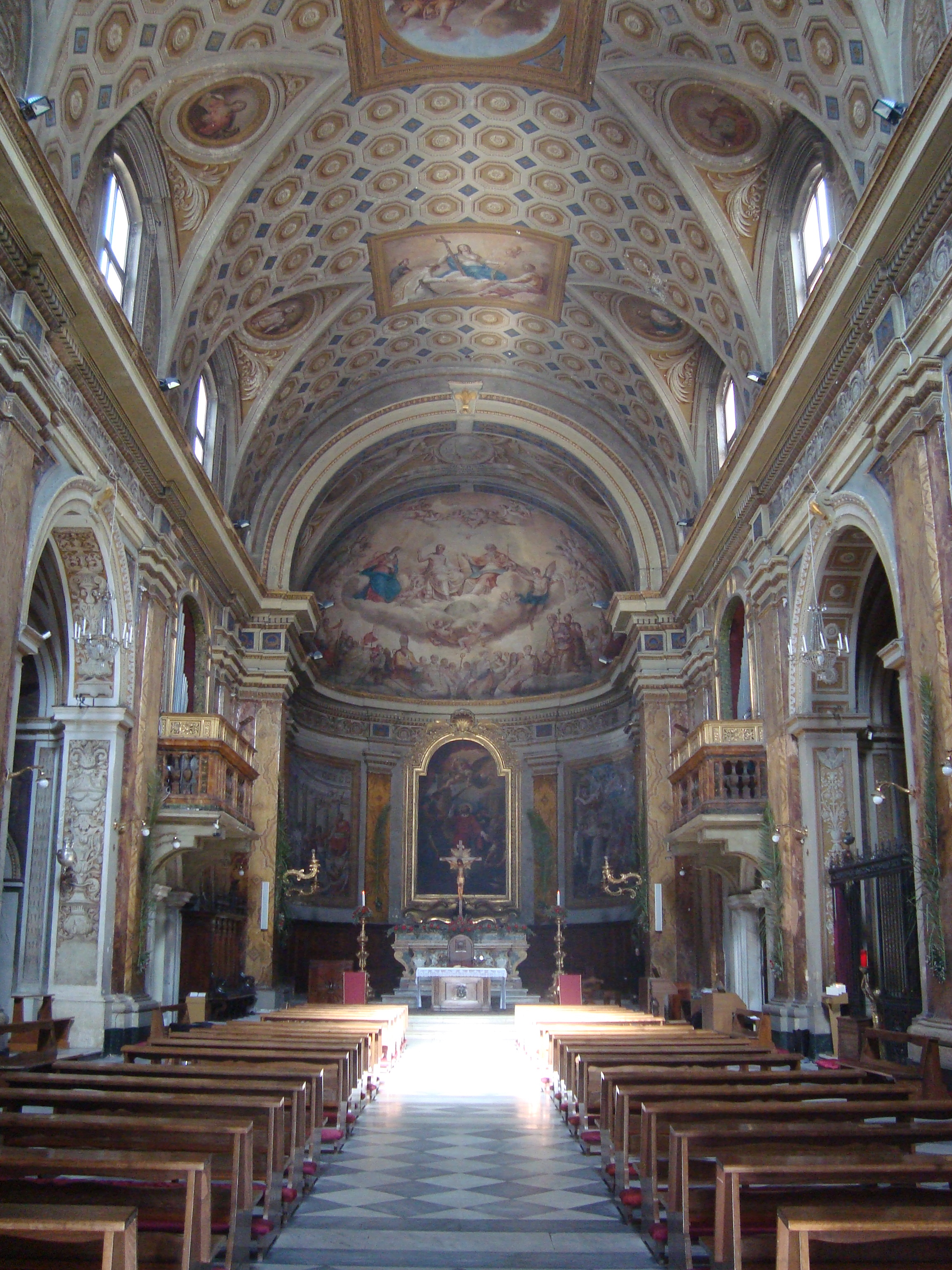
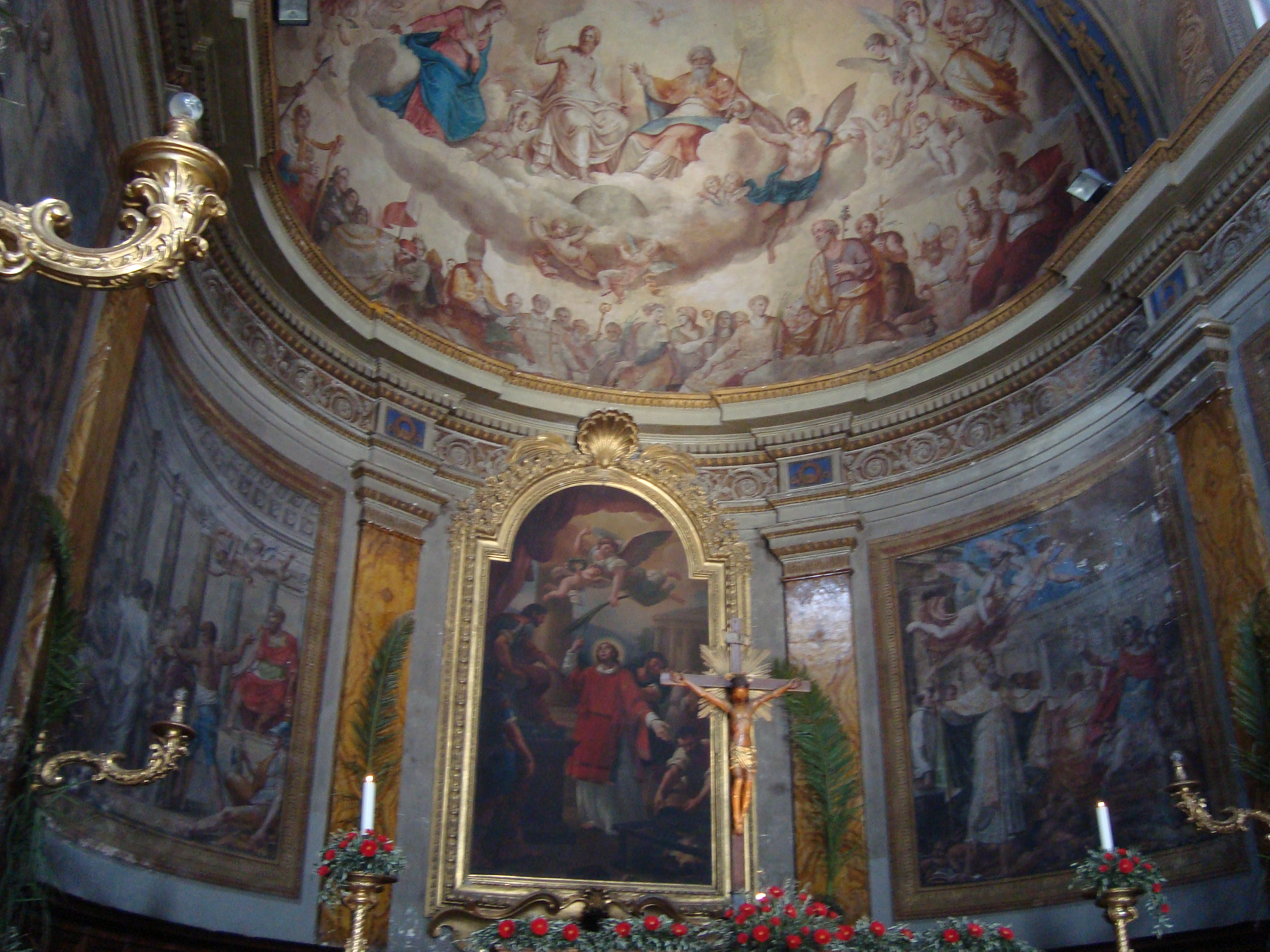
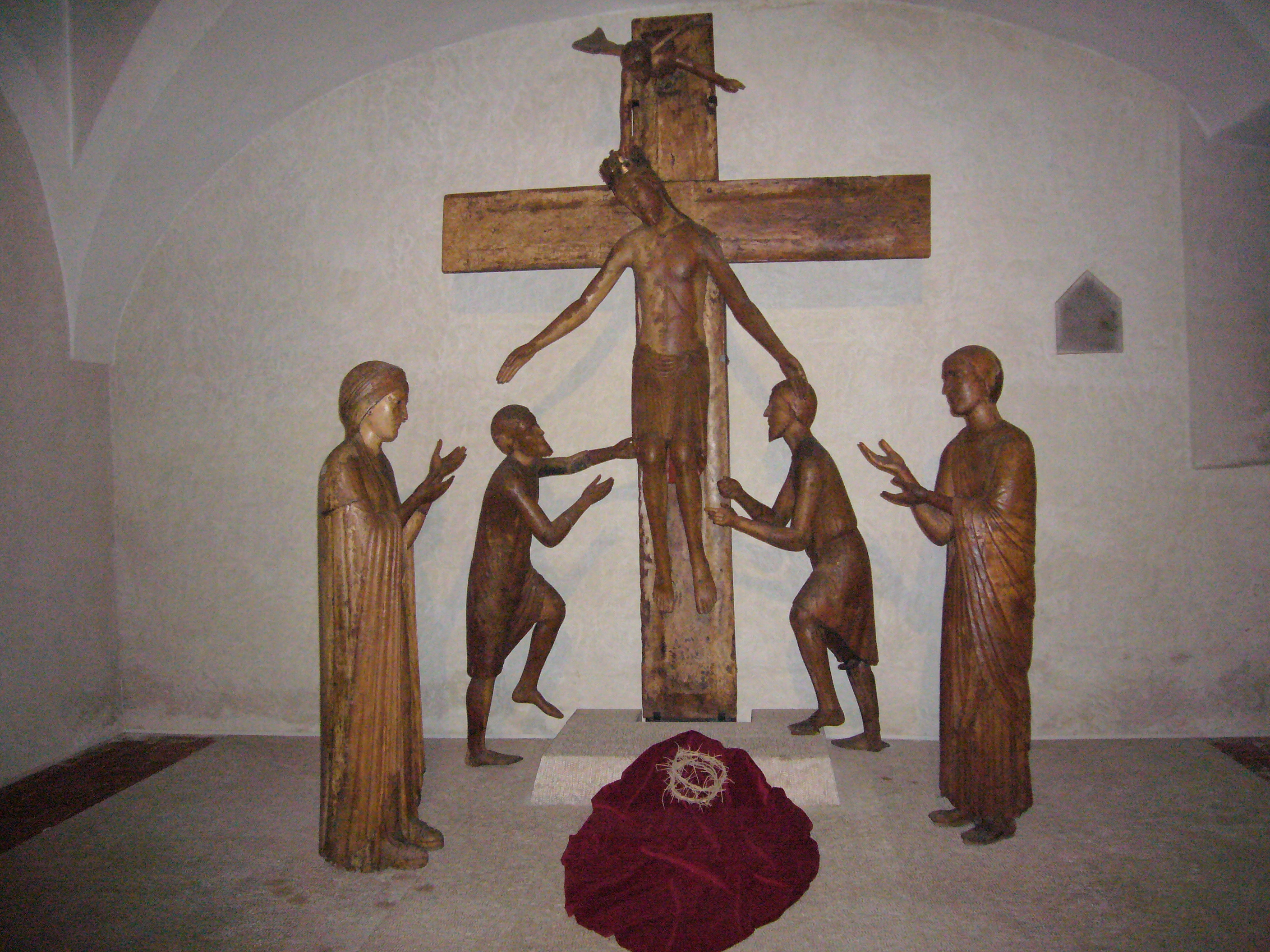

该堂南侧有4个小堂。钟楼高47米。